# Mala scena
Mala scena jest dječje kazalište u Medveščaku, u Zagrebu. Smatra se vodećim dječjim kazalištem u Hrvatskoj, a ujedno je i najstarije privatno kazalište za mlade u Hrvatskoj. Prvi hrvatski predsjednik Franjo Tuđman nagradio je osnivače, Vitomiru Lončar i Ivicu Šimića, Redom Danice hrvatske s likom Marka Marulića za poseban doprinos kulturi. Godine 2009. kazalište je dobilo Plaketu Grada Zagreba za svoj rad. Unatoč nekoliko bankrota kroz svoju povijest, kazalište se uspjelo održati na nogama, sa ukupno 126 premijera, 95 nagrada i 1 200 000 posjetitelja u trideset godina.
Danas Mala Scena godišnje ima oko 500 odigranih predstava i preko 65 000 gledatelja.

## Povijest
Mala scena nastala je negdje početkom 1986. godine kada su zagrebački glumci Vitomira Lončar i Ivica Šimić, nezadovoljni stanjem i svojim statusom u kazalištu u kojem su bili uposleni, odlučili pokušati napraviti svoje vlastito kazalište.
Prvu samostalnu predstavu Pričalo i Malena (njem. Blumen der Phantasie) odigrali su u Münchenu, na poziv gospodina Jürgena Flüggea, tada ravnatelja kazališta Schauburg, u travnju 1987. na njemačkom jeziku. Predstavu su zajednički radili sa Zvjezdanom Ladikom, a odmah nakon gostovanja u Njemačkoj, pridružio im se i Roman Šušković Stipanović. Bio je to početak Male scene koja je, kao kazalište, registrirana 1988. godine. Iste godine unajmili su prostor tadašnje mjesne zajednice na Medveščaku, adaptirali ga i tako dobili svoj dom. Kazalište Mala scena svečano je otvoreno 6. prosinca 1989., a prva predstava u novom prostoru, Prava stvar Toma Stopparda, premjerno je izvedena 9. prosinca.
Od 1990. do 1993. kada je s Malom scenom surađivao i profesor Vlado Habunek, trudili su se održavati tri paralelna programa kazališta: "Večernju scenu", "Dječju scenu" i "Dramski studio". Profesor Habunek dao je veliki zamah kazalištu postavama dviju predstava: Dvostruka nevjera Marivauxa 1990. godine i Letice & Ljublist 1992.
Nakon 1993. i sudjelovanja Ivice Šimića na režiserskom seminaru u Esslingenu, Njemačka, gdje se upoznao s najznačajnijim umjetnicima iz svijeta kazališta za djecu i mlade u Europi, Mala scena se sve više posvećuje radu za djecu i mlade.
Mala scena je razvila vrlo snažnu međunarodnu aktivnost što je rezultiralo brojnim gostovanjima u inozemstvu, ali i organizacijom međunarodnih susreta u Hrvatskoj.
45°49′11″N 15°58′48″E / 45.8196442559046°N 15.9799844026566°E

## Vanjske poveznice
- Službene internetske stranice Kazališta Mala scena
- Kuća Tolović (Medveščak 2 / Grškovićeva 1), Arhitektura Zagreba